# Aum Shinrikyo
Aum Shinrikyo (オウム真理教, Oumu Shinrikyō, lit. 'Verdade Suprema'), dividida entre os grupos Aleph e Hikari no Wa em 2007, é um culto apocalíptico fundado por Shoko Asahara em 1984 no Japão. A seita ganhou notoriedade internacional quando realizou o ataque com gás sarin ao Metrô de Tóquio em 1995 e também por um outro ataque de menor proporção com sarin no ano anterior.
O culto nunca confessou a autoria dos ataques. Aqueles que realizaram os ataques o fizeram secretamente, sem o conhecimento de seguidores comuns. Asahara transmitiu a sua pregação, insistindo em sua inocência, através de uma transmissão de rádio em um sinal de que eles compraram na Rússia e redirecionaram em direção ao Japão.
A Aum Shinrikyo foi formalmente designada como uma organização terrorista por vários países, como Canadá, Cazaquistão e Estados Unidos. O exame da Comissão de Segurança Pública do Japão considera a Aleph e a Hikari no Wa como "religiões perigosas" e anunciou em janeiro de 2015 que tais cultos permanecerão sob vigilância por mais três anos.
De acordo com um relatório de junho de 2005 da Polícia Nacional do Japão, a Aleph tem cerca de 1 650 membros, sendo que 650 vivem de maneira comunitária em instalações do culto.

## Doutrina
Aum Shinrikyo/Aleph é um sistema de crença sincrética que inspirou-se nas interpretações idiossincráticas feitas por Asahara de elementos do início do budismo indiano e do budismo tibetano, juntamente com o hinduísmo, tendo Shiva como imagem principal de culto e incorporando ideias milenaristas do livro cristão do Apocalipse, do yoga e de escritos de Nostradamus. Seu fundador, Chizuo Matsumoto, alegou que ele procurava restaurar "o budismo original". Em 1992, Matsumoto, que mudou seu nome para Shoko Asahara, publicou um livro fundamental e declarou-se "Cristo", único mestre completamente iluminado do Japão e identificado com o "Cordeiro de Deus". Sua missão seria tomar para si os pecados do mundo. Ele alegava que poderia transferir poder espiritual a seus seguidores e tirar os seus pecados e más ações. Estudiosos muitas vezes se referem ao culto como um ramo religioso japonês e foi assim que o movimento geralmente se define.
Asahara delineou uma profecia do fim do mundo, que incluiu uma Terceira Guerra Mundial que seria instigada pelos Estados Unidos. Robert Jay Lifton, um psiquiatra e autor estadunidense, diz que Asahara "descreveu um conflito final culminando em um 'Armagedom' nuclear", tomando emprestado o termo do livro do Apocalipse. A humanidade iria ser destruída, exceto a pequena elite que se juntar à Aum. A missão do culto seria não só espalhar a palavra de "salvação", mas também para sobreviver ao "fim dos tempos". Asahara previu que o fim do mundo ocorreria em 1997. Kaplan também observa que, em palestras de Shoko Asahara, ele se referia aos Estados Unidos como "Besta do Apocalipse", prevendo que o país acabaria por atacar o Japão. Arthur Goldwag, autor do livro Random House book on Conspiracies and Secret Societies, caracteriza Asahara como alguém que "viu conspirações sombrias em todos os lugares promulgadas por judeus, maçons, holandeses, a família real britânica e por religiões japonesas rivais.

## História
O movimento foi fundado por Shoko Asahara em seu apartamento de um quarto no bairro de Shibuya, em Tóquio, em 1984, começando como uma classe de yoga e meditação conhecida como Oumu Shinsen no Kai (オウム神仙の会) e foi crescendo nos anos seguintes. Ele ganhou o estatuto oficial de organização religiosa em 1989 e atraiu um número considerável de graduados de universidades de elite japonesas, assim sendo apelidada de "religião da elite".

### Atividades
Embora Aum sempre fosse considerada controversa no Japão, antes dos ataques em Tóquio ainda não era associada a crimes graves. Foi durante este período que Asahara se tornou obcecado com profecias bíblicas. As atividades de relações públicas da Aum incluíam quadrinhos e desenhos animados que tentaram amarrar suas ideias religiosas populares a temas de animes e mangás, como missões espaciais, armas poderosas, conspirações mundiais e busca pela "verdade final". A Aum publicou várias revistas, como a Vajrayana Sacca, onde adota uma atitude missionária.
O culto começou a atrair controvérsia no final dos anos 1980 por acusações de fraude ao recrutar novos membros, por manter seguidores na seita contra a sua vontade e por forçar membros a doar dinheiro; o grupo matou um membro da seita que tentou sair em fevereiro de 1989.

### Ataque ao metrô de Tóquio

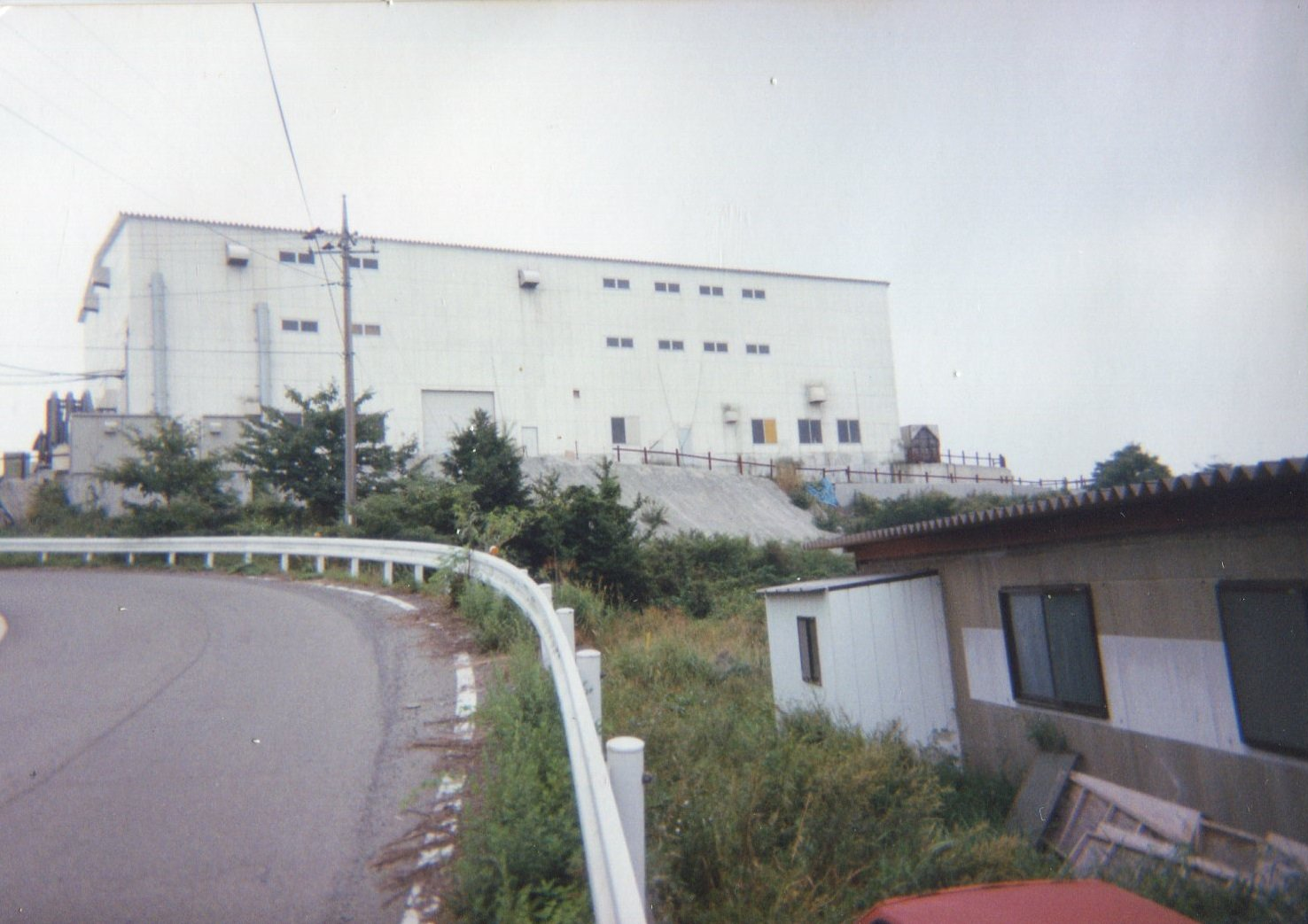
Instalações da Aum Shinrikyo em Kamikuisshiki, 8 de Setembro de 1996

Na manhã de 20 de março de 1995, membros da Aum lançaram gás sarin em um ataque coordenado em cinco trens do sistema de metrô de Tóquio, matando 13 passageiros, ferindo gravemente 54 pessoas e afetando outras 980. Algumas estimativas dizem que mais de 6 mil pessoas ficaram feridas pelos efeitos do sarin. É difícil obter números exatos uma vez que muitas vítimas preferiram não se identificar. Os promotores alegam que Asahara foi avisado sobre batidas policiais planejadas nas instalações do culto por um membro e ordenou um ataque no centro de Tóquio para desviar a atenção da polícia para longe do grupo. O ataque, evidentemente, foi ineficaz e a polícia acabou por realizar enormes incursões simultâneas em locais de culto em todo o país.
Durante a semana seguinte, a escala completa de atividades de Aum foi revelada pela primeira vez. Na sede do culto em Kamikuishiki, província de Yamanashi, no sopé do Monte Fuji, a polícia encontrou explosivos, armas químicas e um helicóptero militar russo Mil Mi-17. Embora tenha havido alegações de agentes de guerra biológica, como antraz e ebola, parece ter havido algum exagero. Havia estoques de produtos químicos que poderiam ser usados para a produção de sarin suficiente para matar quatro milhões de pessoas.
Na noite de 5 de Maio, um saco de papel em chamas foi descoberto em um banheiro na movimentada estação de Shinjuku, em Tóquio. Após um exame, foi revelado que era um dispositivo de cianeto de hidrogénio que, se não tivesse sido extinto a tempo, teria lançado gás suficiente no sistema de ventilação para, potencialmente, matar 10 mil passageiros.